# کوشتیریاکوو
کوشتیریاکوو (به لاتین: Kushtiryakovo) یک منطقهٔ مسکونی در روسیه است که در باشقیرستان واقع شده‌است.